# Ordonnance du 21 mars 1816
L’ordonnance du 21 mars 1816 est une ordonnance royale de Louis XVIII portant réorganisation de l'Institut de France. 

## Contexte et contenu
Sous la Révolution puis sous le Consulat (1803), les anciennes académies royales avaient été refondues en quatre classes au sein de l'« Institut national ». L’ordonnance de 1816 revient donc aux noms et appellations traditionnels des académies : Académie française, Académie des inscriptions et belles-lettres, Académie des sciences, Académie des beaux-arts. Néanmoins, la classe des sciences morales et politiques, supprimée en 1803, n'est pas concernée par cette restauration. Ce ne sera en effet que par l'ordonnance royale du 6 octobre 1832 que sera établie une cinquième académie, l'Académie des sciences morales et politiques
Cette réorganisation sert aussi de prétexte pour écarter certains académiciens s'étant compromis pendant les Cent-Jours, remplacés par d'autres plus favorables au régime en place. L’ordonnance a été contresignée et appliquée par le comte de Vaublanc, alors ministre de l'intérieur. 
Pour l'Académie française, les exclus sont : 
Antoine-Vincent Arnault, 
Lucien Bonaparte, 
Jean-Jacques-Régis de Cambacérès, 
Charles-Guillaume Étienne, 
Dominique Joseph Garat, 
Hugues-Bernard Maret, 
Jean-Sifrein Maury, 
Philippe Antoine Merlin de Douai, 
Michel Regnaud de Saint-Jean d'Angély, 
Pierre-Louis Roederer et Emmanuel-Joseph Sieyès et l'abbé Grégoire.
Certains d'entre eux seront réadmis plus tard.